# Bose Corporation

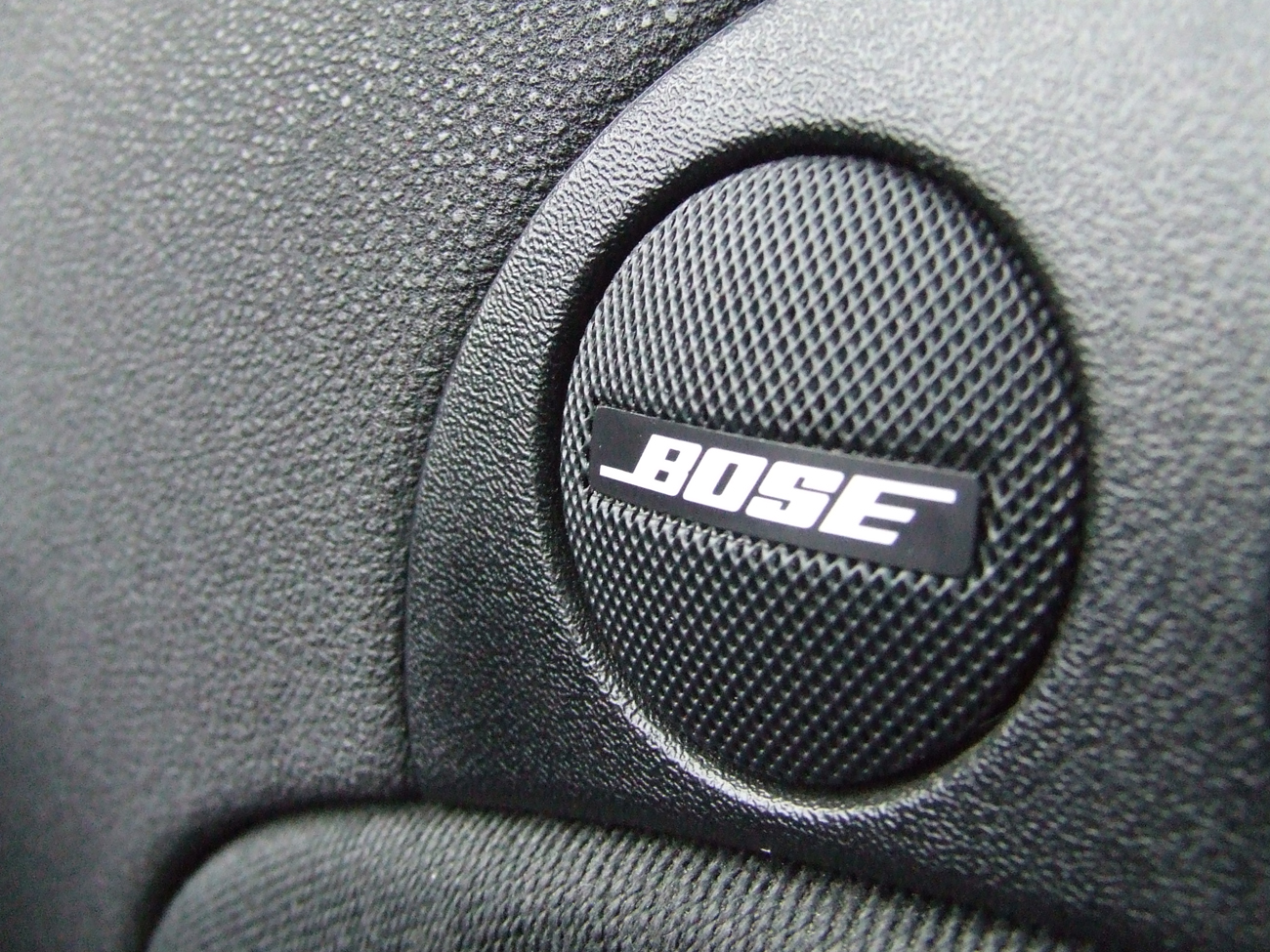
Bose luidspreker

Bose Corporation (BOSE) is een Amerikaans bedrijf gespecialiseerd in audio-apparatuur met het hoofdkantoor gevestigd in Framingham (Massachusetts). Bose werd in 1964 opgericht door Amar Bose. In 2014 werkten er 10.500 medewerkers.
Bose is bekend van audio-apparatuur en luidsprekers voor de consumentenmarkt. Daarnaast produceert Bose professionele geluidsapparatuur en muziekinstallaties voor de auto-industrie. Het heeft een hechte relatie met MIT en doet soms onderzoek in andere onderwerpen. Zo deed het bedrijf ook onderzoek naar onderstellen voor auto's en trucks, en ontdekte in 1991 en 1992 de fouten in het onderzoek naar koude kernfusie, waarmee het bestaan werd ontkracht.

## Geschiedenis

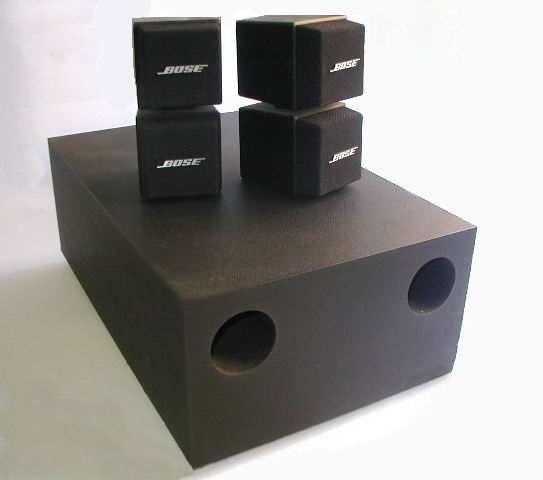
Bose Acoustimass 5 Series 1

Het bedrijf werd opgericht in 1964 door Amar G. Bose. Bose studeerde hiervoor elektrotechniek aan de Massachusetts Institute of Technology (MIT).
Bose kocht acht jaar eerder een geluidssysteem maar was ontevreden over de klank. Hierdoor besloot hij om onderzoek te doen naar verbetering hiervan.
Bose begon met achterhalen wat de oorzaak van de slechte klank was. Naar zijn mening hield de luidspreker niet genoeg rekening met de ruimtelijke eigenschappen van het uitgezonden geluid in typische luisteromgevingen, zoals een huiskamer. Acht jaar later startte hij het bedrijf met als doel om beter geluid door middel van onderzoek te verkrijgen (Better sound through research), welke nu de slogan van het bedrijf is geworden.
De eerste luidspreker van Bose, model 2201, was geen succes. Na dit onderzoek kwam Bose tot de conclusie dat de gebrekkige kennis over psychoakoestiek de mogelijkheid beperkt om elke twee willekeurige geluiden die anders worden waargenomen correct te karakteriseren evenals alle aspecten van waargenomen kwaliteit. Hij is van mening dat de vervorming vaak wordt overschat als een factor in de ervaren kwaliteit van alle complexe geluiden die muziek bevat.
Bose deed verder onderzoek naar psychoakoestiek waarmee uiteindelijk het belang van gereflecteerd geluid dat bij de luisteraar aankomt wordt onderstreept, zoals vaak het geval bij live-optredens. Dit leidde tot een luidsprekerontwerp met acht identieke middenbereik drivers die naar de achterzijde waren gericht. Een negende driver was naar de luisteraar gericht. Het doel hiervan was het belang aangeven van gereflecteerd geluid tegenover direct geluid in huiskamerluisteromgevingen.
In 1993 opende Bose zijn eerste winkel in Kittery, Maine. Later zijn er 190 winkels bijgekomen in de Verenigde Staten, en vele andere wereldwijd. In 1972 werd de Nederlandse vestiging opgericht in Edam.

## Producten
In 1983 introduceerde Bose het eerste zelfontworpen geluidssysteem voor gebruik in de auto. Elke installatie werd aangepast voor ieder automodel, vanwege het verschil in akoestiek.
Professionele producten zijn geluidsinstallaties voor auditoriums, winkels, hotels, kantoren, restaurants en stadions.
Voor de consumentenmarkt zijn er Home Entertainment-systemen, luidsprekers, computer, 5.1 en surround luidsprekers. Het merk is bekend van de Acoustimass, Sounddock voor iPods en thuisbioscoop-luidsprekerssystemen. 

## Prijzen
In 2007 won Bose de "International Telematics Award" voor beste oplossing van opslag in een auto-omgeving.